# 丁字湾街道
丁字街道，原为丁字镇，是湖南省长沙市望城区的一个乡级单位。位于长沙市沿湘江下游东岸，为望城区湘江以东五镇之一，距离长沙主城区约15公里。全境面积91.2平方公里，户籍人口约4.4万人（2002年）；现辖域为1995年长沙地区撤区并乡前的望城县霞凝区所辖原丁字镇、丁字乡和书堂乡合并而来。地理上，西隔湘江与本县星城、高塘岭和新康相望，北接铜官和茶亭，东邻桥驿镇，南和开福区捞刀河、新港镇接壤。工业以建材为主，为中国主要花岗岩石产地。
境内有属于全国重点文物保护单位的唐五代铜官窑遗址，书堂山是唐代书法家欧阳询读书练笔之处，另外还有麻潭山森林公园。

## 历史
今丁字镇地域，1951年分属书塘、仁义、青驿乡和丁字镇。
- 1958年并入桥驿人民公社。
- 1961年7月析建书塘公社、丁字公社和丁字镇。
- 1984年书塘公社、丁字公社分别改名为书塘乡、丁字乡，均属霞凝区管辖。
- 1995年6月撤区并乡镇，书塘乡、丁字乡、丁字镇合并组建丁字镇。
- 2015年11月19日，将铜官镇和书堂山街道成建制合并设立铜官街道。[1]

| 2002年丁字镇行政区划（社区和村）                                                                            | |
| 2002年，全镇辖3个社区、21个村，228个村民小组、20居民小组，共计11985户，总人口39423人，其中农业人口34905人。 | |
| 项目 | 单位详列 |
| 3个社区 | 一社区、二社区和天然洲社区 |
| 21个村 | 茶山村、车桥村、翻身村、古城村、观枫寺村、何家村、和尚桥村、落马桥村、麻潭村、青石村、石渚村、书堂村、双桂村、双合垸村、双湖村、桃花村、望胜村、五凤山村、新塘村、中和村和周湖村 |

## 现行行政区划
下辖3个行政村2个社区，丁字湾社区、兴城社区、金云村、翻身垸村、双桥村五个村（社区），